# Malijska Federacija
Malijska Federacija je bila kratkotrajna država koja je postojala padom francuske vlasti u zapadnoj Africi.
Okupila je u sebi bivše francuske kolonije Senegal, francuski Sudan, Gornju Voltu i Dahomej.
Utemeljena je 4. travnja 1959., a postala je u cijelosti samoupravnom kada je stekla neovisnost od Francuske 20. lipnja 1960. godine.
Predsjednik ove federacije je bio Modibo Keita.
Vladino sjedište je bilo u Dakaru.
Federacija se raspala vrlo brzo, potrajavši nekoliko mjeseca. Raspala se netom što je Senegal se povukao iz federacije 20. kolovoza 1960., zbog političkih neslaganja.
22. rujna, Modibo Keita je proglasio nezavisnost francuskog Sudana, koji je postao Republika Mali.